# 海外安全キャンペーン
海外安全キャンペーン（かいがいあんぜんきゃんぺーん）とは、日本人が海外で安全に旅行、滞在できるように集中して実施する啓発活動及びその期間。
2002年（平成14年）に外務省が従来実施していた「海外安全週間」について実施期間の拡大に合わせて改称したもの。毎年7月1日–7月31日。海外渡航シーズンである夏休みを控えた7月に実施している。
海外渡航者数の増加に伴い日本人が海外で事件・事故等に巻き込まれるケースが増えていることから、渡航者自身が渡航先の情報を入手し「自分の身は自分で守る」意識を持つことの必要性を啓発している。
期間中は特に、海外で日本人が標的になり易い犯罪の周知や現地の法律の遵守、文化・風俗・慣習への配慮を促している。

## 歴史
「海外安全週間」は1993年（平成5年）より年一回不定期に実施されていた。
1999年（平成11年）に6月の第4週と定められ、2001年（平成13年）には年末年始の旅行シーズンを前に11月第4週との2回実施された。
2002年（平成14年）に海外安全キャンペーンとして6月1日–7月31日の2ヶ月間を設定した。以後、2003年（平成15年）は12月1日–12月31日、2004年（平成16年）以降は7月1日–7月31日の期間で実施されている。